# Kate Capshaw
Kate Capshaw, född som Kathleen Sue Nail den 3 november 1953 i Fort Worth, Texas, är en amerikansk tidigare skådespelare samt filmproducent. Hon är gift med Steven Spielberg sedan 1991 och de har fem barn tillsammans, varav två adoptivbarn. Capshaw är mor till skådespelerskan Jessica Capshaw, som dessutom är styvdotter till Spielberg. Capshaw och Spielberg träffades redan 1983 i samband med att han castade henne för rollen i Indiana Jones och de fördömdas tempel, som blev hennes genombrott på vita duken. 1989 blev de ett par.
Capshaw har inte filmat sedan 2002 och har under senare år istället verkat som filmproducent och art director.

## Filmografi (filmer som haft svensk premiär)[1]

### Roller
- 1984 - Det "perfekta" vapnet - Laura
- 1984 - Indiana Jones och de fördömdas tempel - Willie Scott
- 1986 - Power - Sydney Betterman
- 1986 - SpaceCamp - Andie
- 1989 - Black Rain - Joyce
- 1990 - Vem skuggar vem? - Ellen McGraw
- 1994 - Love Affair - Lynn Weaver
- 1994 - Grymma grannar - Karen Coler
- 1995 - Hur man gör ett amerikanskt lapptäcke - Sally
- 1995 - I sanningens tjänst - Laurie Armstrong
- 1995 - Partyt - Rebecka
- 1997 - The Locusts - Delilah Ashford Potts
- 1999 - The Love Letter - Helen MacFarquhar

### Producent
- 1999 - The Love Letter